# Rudolf Mühlfenzl
Rudolf Heribert Mühlfenzl (* 30. November 1919 in München; † 16. Januar 2000 ebenda) war ein deutscher Fernsehjournalist, Medienmanager und Rundfunkbeauftragter.

## Leben
Nach seinem 1937 bestandenen Abitur leistete Rudolf Mühlfenzl Wehr- und Kriegsdienst. Nach Kriegsende studierte er Geschichte, Volkswirtschaft und Zeitungswissenschaft in München. Anschließend war er kurzzeitig Geschäftsführer und Dramaturg des Neuen Münchner Theaters.
Ab 1948 war er Leiter des Wirtschaftsfunks beim Bayerischen Rundfunk (BR), ab 1961 Leiter der neu gebildeten Redaktion Wirtschaft in Funk und Fernsehen und ab 1964 Hauptabteilungsleiter beim Ressort Wirtschaft- und Sozialpolitik. Daneben arbeitete er unter dem Pseudonym Rufus Mücke als Radiokommentator, von dem oft satirische Beiträge gesendet wurden.
Ab April 1969 war er Fernsehchefredakteur des BR. In dieser Funktion wurde ihm, der 1965 in die CSU eingetreten war, häufig vorgeworfen, Programmentscheidungen nach parteipolitischen Kriterien zu treffen.
Im März 1983 beendete er seine Tätigkeit beim BR und wurde Direktor der Münchner Pilotgesellschaft für Kabelkommunikation, die im Frühjahr 1984 den Betrieb aufnahm.
Im Januar 1986 wurde er zum Präsidenten der Bayerischen Landeszentrale für Neue Medien (BLM) ernannt. Nach seiner Pensionierung schloss er einen Beratervertrag mit der Landeszentrale ab.
Am 15. Oktober 1990 wurde Mühlfenzl zum Rundfunkbeauftragten der neuen Bundesländer gewählt (nach Artikel 36 des deutschen Einigungsvertrages). In dieser Funktion wickelte er den Deutschen Fernsehfunk sowie die Hörfunksender der DDR ab. Seine Tätigkeit war in der Bevölkerung des Beitrittsgebiets umstritten: Mühlfenzl wurde wahrgenommen als die Person, die auch beliebte Sender und Programme abschaltete. Es wurde geschildert, dass alle Rundfunk- und Fernsehmitarbeiter fristlose Entlassungsschreiben ohne jede Begründung erhielten. Als seinen größten Erfolg in dieser Stellung bezeichnete er die Gründung des Mitteldeutschen Rundfunks (MDR).

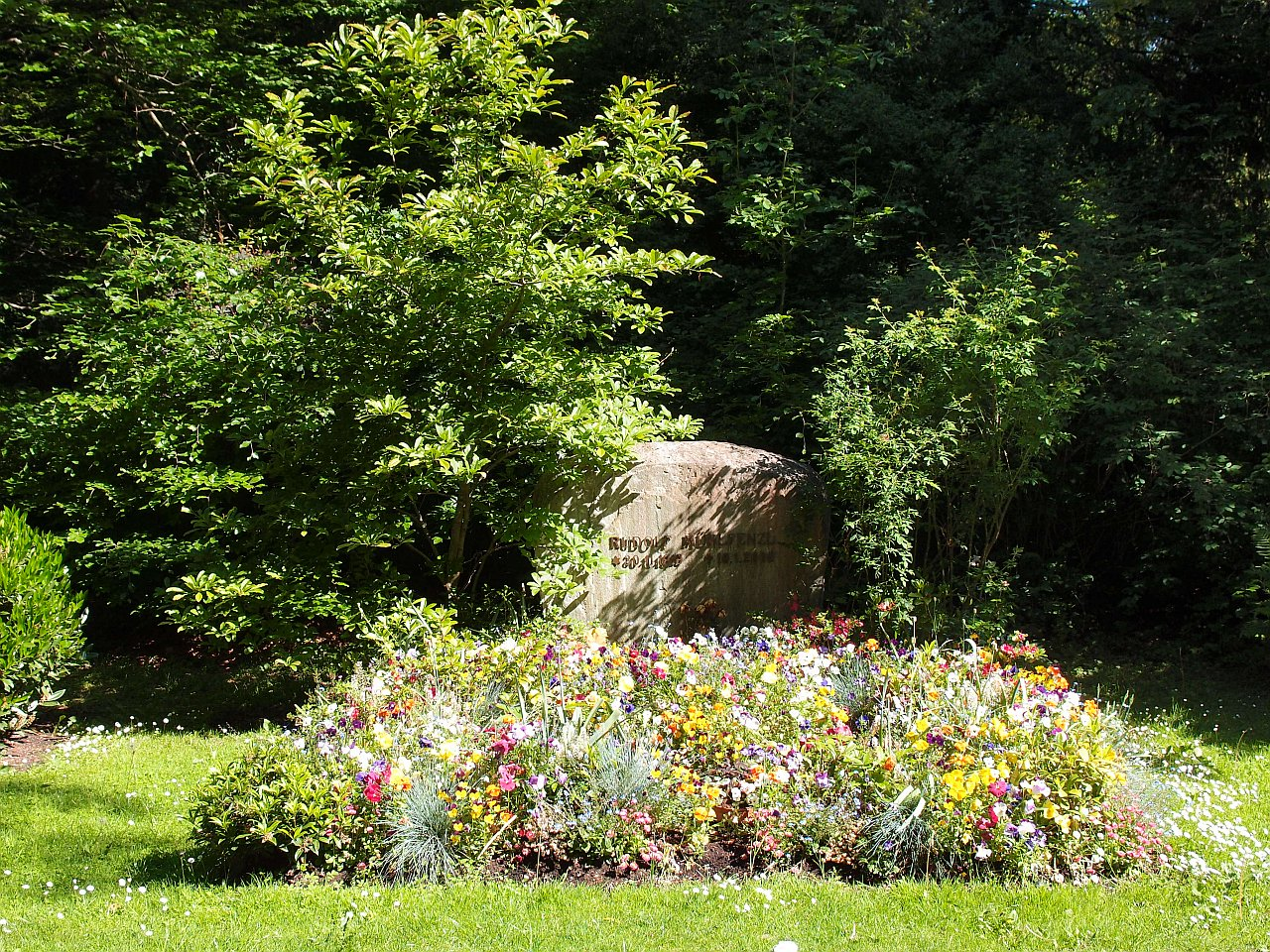
Grab von Rudolf Mühlfenzl auf dem Münchner Waldfriedhof

Mühlfenzl war in erster Ehe mit der Schauspielerin Camilla Horn verheiratet. Die Ehe wurde geschieden. Seine zweite Ehefrau war die Wirtschaftsjournalistin Isabel Mühlfenzl, mit ihr hatte er eine Tochter.
Rudolf Mühlfenzl starb an den Folgen einer Lungenentzündung. Die Grabstätte von Rudolf Mühlfenzl befindet sich auf dem Münchner Waldfriedhof (Alter Teil) (Grabnr. 36-W-11).

## Schriften (Auswahl)
- Interview mit dem Geld. 1958.
- Der große Krach. 1962.
- München – Stadt der 20. Olympiade. 1972 (Co-Autor)
- Flucht und Vertreibung. 1981 (Dokumentation zur TV-Serie)

## Auszeichnungen
- 1970: Bayerischer Verdienstorden
- 1975: Bayerische Staatsmedaille für soziale Verdienste
- 1978: Ludwig-Erhard-Preis für Wirtschaftspublizistik[4]
- 1980: Großes Verdienstkreuz der Bundesrepublik Deutschland